# Браги
Браги је нордијски бог поезије, син Одина и Идуне. Он се такође наводи и као супруг Идуне, чуварке “јабука бесмртности”.